# Villedoux
Villedoux és un municipi francès situat al departament del Charente Marítim i a la regió de la Nova Aquitània. L'any 2007 tenia 1.115 habitants.

## Demografia

### Població
El 2007 la població de fet de Villedoux era de 1.115 persones. Hi havia 419 famílies de les quals 78 eren unipersonals (39 homes vivint sols i 39 dones vivint soles), 137 parelles sense fills, 184 parelles amb fills i 20 famílies monoparentals amb fills.
La població ha evolucionat segons el següent gràfic:
Habitants censats

### Habitatges
El 2007 hi havia 443 habitatges, 427 eren l'habitatge principal de la família, 7 eren segones residències i 9 estaven desocupats. 430 eren cases i 13 eren apartaments. Dels 427 habitatges principals, 363 estaven ocupats pels seus propietaris, 62 estaven llogats i ocupats pels llogaters i 3 estaven cedits a títol gratuït; 2 tenien una cambra, 10 en tenien dues, 47 en tenien tres, 140 en tenien quatre i 228 en tenien cinc o més. 372 habitatges disposaven pel capbaix d'una plaça de pàrquing. A 166 habitatges hi havia un automòbil i a 240 n'hi havia dos o més.

### Piràmide de població
La piràmide de població per edats i sexe el 2009 era:
| Homes | Edats   | Dones |
| ----- | ------- | ----- |
| 0     | 95 o +  | 0     |
| 0     | 90 a 94 | 0     |
| 8     | 85 a 89 | 4     |
| 4     | 80 a 84 | 4     |
| 0     | 75 a 79 | 20    |
| 28    | 70 a 74 | 12    |
| 20    | 65 a 69 | 20    |
| 20    | 60 a 64 | 36    |
| 28    | 55 a 59 | 20    |
| 44    | 50 a 54 | 44    |
| 48    | 45 a 49 | 48    |
| 28    | 40 a 44 | 24    |
| 24    | 35 a 39 | 32    |
| 28    | 30 a 34 | 32    |
| 28    | 25 a 29 | 32    |
| 20    | 20 a 24 | 20    |
| 56    | 15 a 19 | 28    |
| 16    | 10 a 14 | 36    |
| 40    | 5 a 9   | 28    |
| 20    | 0 a 4   | 4     |

## Economia
El 2007 la població en edat de treballar era de 732 persones, 570 eren actives i 162 eren inactives. De les 570 persones actives 523 estaven ocupades (284 homes i 239 dones) i 47 estaven aturades (13 homes i 34 dones). De les 162 persones inactives 67 estaven jubilades, 46 estaven estudiant i 49 estaven classificades com a «altres inactius».

### Ingressos
El 2009 a Villedoux hi havia 450 unitats fiscals que integraven 1.186,5 persones, la mediana anual d'ingressos fiscals per persona era de 18.945 €.

### Activitats econòmiques
Dels 32 establiments que hi havia el 2007, 1 era d'una empresa alimentària, 2 d'empreses de fabricació d'altres productes industrials, 12 d'empreses de construcció, 4 d'empreses de comerç i reparació d'automòbils, 1 d'una empresa de transport, 1 d'una empresa d'hostatgeria i restauració, 2 d'empreses financeres, 2 d'empreses immobiliàries, 2 d'empreses de serveis, 3 d'entitats de l'administració pública i 2 d'empreses classificades com a «altres activitats de serveis».
Dels 13 establiments de servei als particulars que hi havia el 2009, 1 era un taller de reparació d'automòbils i de material agrícola, 1 guixaire pintor, 3 fusteries, 2 lampisteries, 2 electricistes, 1 empresa de construcció, 1 perruqueria, 1 restaurant i 1 agència immobiliària.
L'únic establiment comercial que hi havia el 2009 era una fleca.
L'any 2000 a Villedoux hi havia 9 explotacions agrícoles que ocupaven un total de 715 hectàrees.

## Equipaments sanitaris i escolars
El 2009 hi havia una escola elemental.

## Poblacions properes
El següent diagrama mostra les poblacions més properes.